# Beata Mazurek
Beata Mazurek, née le 19 octobre 1967 à Ostrów Mazowiecka en Pologne, est une femme politique polonaise, membre de Droit et justice. Elle est élue députée européenne en 2019.